# Rogneda hibernica
Rogneda hibernica är en plattmaskart som först beskrevs av Rowland Southern 1936, och fick sitt nu gällande namn av Tor Karling 1953. Rogneda hibernica ingår i släktet Rogneda och familjen Polycystididae. Inga underarter finns listade i Catalogue of Life.